# Zifukoro
 (juillet 2022).
Albums de Niska
Charo Life
(2015) Commando
(2017)
Singles
1. Zifukoro
Sortie : 13 avril 2016
2. Mustapha Jefferson
Sortie : 13 mai 2016
3. M.L.C (feat. Booba)[réf. nécessaire]
Sortie : 30 mai 2016
4. Oh Bella Ciao (feat. Sidiki Diabaté)[réf. nécessaire]
Sortie : 17 juin 2016
5. Mauvais payeur (feat. SCH)[réf. nécessaire]
Sortie : 11 juillet 2016
6. Midi minuit[réf. nécessaire]
Sortie : 24 août 2016
7. Elle avait son Djo (feat. Gims)[réf. nécessaire]
Sortie : 19 septembre 2016
8. Cala Boca (feat. Gradur)[réf. nécessaire]
Sortie : 26 octobre 2016

Zifukoro est le premier album studio du rappeur français Niska, sorti le 3 juin 2016, soit huit mois après la mixtape Charo Life.

## Genèse
Le 13 avril 2016, Niska sort le clip éponyme de l'album, premier extrait du premier album de Niska. Dix jours après sorti le premier extrait de l'album, Niska dévoile la pochette de son premier album studio.
Le 6 mai 2016, il sort un freestyle nommé "Booska Zifukoro" sur la chaîne YouTube de Booska-P. Le 5 mai 2016, il décide de dévoiler la tracklist de son deuxième projet.
Le 13 mai 2016, il dévoile le deuxième extrait intitulé Mustapha Jefferson, dont le collectif de vidéastes Le Woop et l'influenceur Observateur Ebène apparaissent dans le clip. Puis, le 30 mai 2016, l'évryen dévoile le troisième extrait M.L.C avec Booba, accompagné d'un clip, sorti le 2 juin 2016.

## Composition
Zifukoro est composé de 18 titres dont 9 featurings avec des rappeurs tels que Booba, Gims, Gradur, Kalash, SCH, Skaodi, Madrane, Trafiquinté, ainsi qu'avec un chanteur malien Sidiki Diabaté.
Les productions sont assurés par les producteurs Kore, Derek Beats, DJ Bellek, Izii Time, Jo A Touch, John Kercy, Score16, Seezy, Tommy on the Track, Trebo Beatz & Yasser Beats.

## Promotion
Pour promouvoir son albumn, Niska dévoile des titres inédits qui ne feront pas partie de l'album :
- Maître Chien
- Boug en Plus
- J'suis dans l'truc
- Seconde chance

### Accueil commercial
L'album s'écoule à 3780 exemplaires, trois jours après sa sortie, puis devient disque d'or en septembre 2016 pour plus de 50 000 exemplaires vendus.
En septembre 2017, il reçoit son disque de platine de Zifukoro sur le plateau de Touche pas à mon poste.

## Liste des pistes
| No  | Titre                                  | Compositeur(s)          | Durée |
| --- | -------------------------------------- | ----------------------- | ----- |
| 1.  | Zifukoro                               | DJ Bellek               | 3:25  |
| 2.  | Italia                                 | DJ Bellek               | 3:35  |
| 3.  | Mustapha Jefferson                     | DJ Bellek               | 2:53  |
| 4.  | Mama Lova                              | DJ Bellek, Yasser Beats | 3:33  |
| 5.  | M.L.C (feat. Booba)                    | DJ Bellek               | 4:23  |
| 6.  | Savages                                | DJ Bellek               | 3:40  |
| 7.  | Claquer la monnaie (feat. Madrane)     | Derek Beats', DJ Bellek | 3:39  |
| 8.  | L'ennemi (feat. Kalash & Skaodi)       | DJ Bellek               | 3:30  |
| 9.  | Gère                                   | DJ Bellek               | 2:52  |
| 10. | Midi minuit                            | Yasser Beats            | 3:10  |
| 11. | Elle avait son djo (feat. Maître Gims) | Jo A Touch              | 3:23  |
| 12. | Tookie                                 | Tommy On The Track      | 3:06  |
| 13. | Mauvais payeur (feat. SCH)             | DJ Bellek               | 4:28  |
| 14. | On l'a fait                            | Kore                    | 2:44  |
| 15. | Oh Bella Ciao (feat. Sidiki Diabaté)   | John Kercy              | 3:14  |
| 16. | Cala Boca (feat. Gradur)               | DJ Bellek               | 4:00  |
| 17. | Revendicateur                          | Seezy                   | 2:40  |
| 18. | Speingof (feat. La B & Trafiquinté)    | Izii Tiime              | 3:59  |

## Titres certifiés en France
- Mustapha Jefferson  Platine[11]
- Elle avait son Djo (feat. Gims)  Platine[12]
- Zifukoro  Or[13]
- Italia  Or

## Clips vidéos
- Zifuroko
- Mustapha Jefferson
- Elle avait son Djo (feat. Maître Gims)
- Mauvais Payeur (feat. SCH)
- Cala Boca (feat. Gradur)
- M.L.C (feat. Booba)
- Oh Bella Ciao (feat. Sidiki Diabaté)